# ジネブ・エル・ラズウィ
ジネブ・エル・ラズウィ (Zineb El Rhazoui、1982年1月19日 -) は、カサブランカに生まれ、主にモロッコとフランスで活躍するジャーナリスト、人権擁護活動家、フェミニストである。シャルリー・エブド襲撃事件当時、同紙の宗教担当のジャーナリストであった。

## 背景
ジネブ・エル・ラズウィは1982年1月19日、モロッコ最大の都市で商業・金融の中心地でもあるカサブランカの中産階級の家庭に生まれた。モロッコ生まれの父はロイヤル・エア・モロッコの整備士で「左派のイスラム教徒」、フランス生まれの母は専業主婦であった。母方の祖母はフランス人で、祖父はオラン（アルジェリア）生まれだがフランスに亡命し、フランスにおけるアルジェリア民族解放戦線の代表であった。イスラム教はモロッコの国教であり、ラズウィは義務教育の一環として15年間宗教教育を受けた。イスラム過激派を批判する彼女はたびたび「イスラム教に詳しいのか」という質問を受けるが、その都度、こうした背景としてのイスラム教教育について説明し、シャルリー・エブド襲撃事件の犯人でイスラム過激派の「クアシ兄弟よりイスラム教に詳しい」とし、また、「1980年代には女の子もショートパンツを穿いてサッカーをしたが、今ではモロッコの女子中学生の95%がヴェールを被っている」と語っている。
優れた成績でバカロレアを取得した後、渡仏してソルボンヌ大学に進学し、学部ではアラビア語と英語を専攻した。給費生としてアルバイトをしながら学業に励み、パリで「自由を徹底的に学んだ」、「神の不在を完全に自分のものにした」という。さらに社会科学高等研究院 (EHESS) の修士課程に進み、宗教社会学の修士号を取得した。

## モロッコの民主化運動
帰国後はモロッコの民主化運動に参加し、特に政教分離、信教の自由、女性の権利・地位向上のために闘った。
2009年、27歳のときに34歳の女性精神分析家イプティサム・ラシュガールとともに個人の自由のためのオルタナティブ運動 (MALI)」を立ち上げた。これは、モロッコにおける市民的不服従、普遍主義、フェミニズム、政教分離、性と生殖の権利を求める運動であり、より具体的には信教・信条および性的指向の自由の実現を目指す運動である。この運動は後にラマダン期間中に「断食を行わない者たち (dé-jeûneurs)」のピクニックの企画、すなわち、イスラム教徒がラマダン期間中に「公共の場でこれ見よがしに」断食を破った場合に6か月の禁錮刑および200～500モロッコ・ディルハムの罰金刑に処せられることを定めたモロッコ刑法典第222条の廃止を求める抗議運動につながった（“dé-jeûneur” とは、英語の “breakfast” と同じく「断食 (jeûne) を破る(dé-)」という意味の「朝食を取る “déjeuner”」にかけた言葉である）。
2010年末にチュニジアで起こったジャスミン革命に端を発する反独裁政権運動「アラブの春」はモロッコにも波及し、民主化を求める抗議行動が活発化したが、ラズウィは政治・社会改革と憲法改正を求める「2月20日運動」の主導者の一人であった。これ以降、フェイスブックで集まった若者を中心に定期的に全国一斉デモが組織されたため、国王ムハンマド6世はこれを受けて自らの権限を縮小する憲法改正を提案。2011年7月に新憲法が発布された。
2011年末に「モロッコ警察から嫌がらせを受けて」スロベニアに亡命し、亡命アーティスト・作家を支援する国際的な都市間ネットワークICORN活動により首都リュブリャナの招聘作家として1年間滞在した。この間、ラズウィはモロッコの独立系フランス語週刊新聞『ル・ジュルナル・エブドマデール』（1997年創刊、2010年廃刊）に主に宗教的少数派やマラブー信仰に関する調査報告書を掲載したり、カイロにあるエジプト・フランス大学の教員として「著作・研究方法」の講座を担当し、併せてカイロ研修中のサン・シール陸軍士官学校の学生に古典アラビア語を教えたりするなど、ジャーナリスト、教育者としても活躍し、さらに、フランスのフェミニズム活動団体「娼婦でも服従する女でもない (NPNS)」でも一時期、中心的な役割を果たしている。

## シャルリー・エブド

### ムハンマドの生涯
2013年、スロベニア滞在を終えたラズウィは、フランスの週刊風刺新聞『シャルリー・エブド』に宗教担当のジャーナリストとして月収3千ユーロで雇用され、「ようやく惨めな境遇から抜け出せる」と喜んだ。当時の編集長はシャルブ（ステファヌ・シャルボニエ）であり、同年9月に、シャルブとの共著で『ムハンマドの生涯』を発表。ラズウィがジネブの筆名で執筆し、シャルブが制作した風刺画を多数掲載した。

### イスラム教批判
1991年から『シャルリー・エブド』に寄稿し、2001年に当時の編集長フィリップ・ヴァルの方針をめぐって内部対立が激化ときに他のジャーナリストらとともに同紙を離れたオリヴィエ・シランは以後、同紙の編集部が入った建物に火炎瓶が投げ込まれた事件の後、「シャルリー・エブドへの支持に抗議し、表現の自由を守る」と題する請願書に署名するなど同紙を批判し続けていたが、2013年12月に「もし『シャルリー・エブド』が人種主義者でないと言うのであれば…」と題する記事を自身が主催するウェブ新聞に掲載して物議を醸した。ラズウィは「シャルリー・エブドが人種主義者なら、私が人種主義者か」と題する記事で、彼女が「反イスラム人種主義者」であり「この危険な症候群を『シャルリー・エブド』の編集部から感染した」というシランの主張に、「アゼルバイジャン、ボスニア、マレーシア、エジプト、ブルキナファソのイスラム教徒が一つの《人種》だというなら、私自身がこの人種に属していることになるが、私は無神論者であり、これを誇りに思っている。あなた（シラン）は私たち個人の思想を問題にせずに、人種主義や人種の話をしている」、「イスラム教徒は《人種》ではない」として、真っ向から抗議した。
この主張は、彼女をイスラムフォビアであるとして非難する人々に対する抗議においても一貫しており、「イスラムフォビアというものは存在しない」、これが「イスラム教を批判する者を黙らせるために」作られた言葉であり、「知的欺瞞」であることは、キリストフォビア、ユダヤフォビアという言葉が使われないことを考えただけでもわかる、「なぜイスラム教批判だけが個人の意見ではなく（冒涜罪などの）罪になるのか」、なぜ「フォビアと病気扱いされるのか」、「なぜイスラム教批判だけが《人種》差別とされるのか」と抗議している。また、「私はフェミニストであり」、イスラムのヴェールは「一人の個人、一人の女性の存在を覆い隠す」ためのものであると考えるとしている。さらにイスラム過激派については、「イスラム教には何世紀にも及ぶ長い歴史があるのだから、これを守るために過激派など必要ない」とし、イスラム教が信者個人と「神との一対一の関係を説く宗教」であることを強調している。

### シャルリー・エブド襲撃事件
2015年1月7日、『シャルリー・エブド』編集部にイスラム過激派テロリストが乱入し、風刺画家のシャルブ、カビュ、ジョルジュ・ウォランスキ、ティニウス、フィリップ・オノレのほか、ジャーナリスト、警察官を含む12人が殺害された。ラズウィが休暇でモロッコに戻っているときのことであった。急遽フランスに戻り、1月11日にシャルリー・エブド襲撃事件および翌々日に発生したユダヤ食品店人質事件の犠牲者を追悼すると同時に、テロリズムを糾弾し、表現の自由を訴える全国規模の大行進「共和国の行進」が行われた際には、同じように辛うじて難を逃れた風刺画家のリュズ、カトリーヌ・ムリス、医療コラム担当のパトリック・プルーらとともに最前列に立って行進した。
2月にラズウィとモロッコに住む夫で作家のジャウアド・エル・ベナイシに対する殺害の呼びかけがソーシャル・ネットワーク上で拡散した。「ファトワーは必要ない、ただ殺せ」という呼びかけで、朱色の服を着せられ、斬首刑に処せられようとしているラズウィとベナイシの偽造写真が掲載された。これを受けてさらにベナイシの住所や勤務先の情報もGoogle マップなどを使って公開された。国際ジャーナリスト連盟、フランス・ジャーナリスト全国労働組合 (SNJ)、モロッコ報道機関全国労働組合がこれに抗議し、ラズウィおよびベナイシとの団結を表明。ラズウィはすでにフランスで警察の保護下に置かれていたが、モロッコに住むベナイシにも同様の措置を講じるよう要求した。
『シャルリー・エブド』が2月25日にようやく活動を再開した後、新たに編集長に就任したリス (ローラン・スーリソー) を中心とする編集部との間に対立が生じた。職務を全うしないという理由により解雇通知を受け取った彼女は、再建後のシャルリーは官僚主義的になったと批判した。編集部との話し合いにより解雇は撤回されたが、リュズ、パトリック・プルーに次いでラズウィも9月に「事態はまだそれほど明らかではないが、一緒に仕事をしたいと思っていた仲間を失った今、私も過去と決別して新たな人生を歩みたい」、「『シャルリー・エブド』にはこれからも誇りをもって堂々とフランス報道界の風刺の伝統を担い続けてほしい」として辞意を表明した。また、すでにこれ以前に「シャルブがいないのに一生懸命働くなんて耐え難い」、「一行も書かず、一度も判断を下したことのないムスタファ（ムスタファ・ウラド）が殺されて、私が生きていることに罪悪感を募らせている」と語っていた。

## 再出発
2015年10月28日、共和国ライシテ委員会の「ライシテ賞」審査員長に就任した。シャルブも2012年に同賞の審査員長であった。
2016年1月、2015年11月13日に発生したパリ同時多発テロ事件について13人の証言を集めた著書『13 ― ジネブ、テロ事件の渦中にいた13人の証人とともに11月13日の地獄を語る』を発表した。
2016年10月に『イスラムファシズムを打倒する』と題する著書を発表し、翌2017年7月22日から24日にかけてロンドンで開催された「21世紀における思想・良心および表現の自由に関する国際会議」において同じ演題で講演を行った。
同年、ベルギーでヴァンサン・コーエン監督とギヨーム・ヴァンデンベルジュ監督により2011年のモロッコにおけるアラブの春から2016年までのラズウィの活動を、転機となった第一子出産などと併せて綴ったドキュメンタリー映画『容赦なし（何も赦されない）』が制作され（配給RTBF）、翌2018年にかけてビアリッツ国際テレビ映像フェスティバル、ブリュッセルのミレニアム国際ドキュメンタリー映画フェスティバル（ブリュッセル映画賞受賞）、セヴェンヌ国際ドキュメンタリー・フェスティバル、ナミュール国際フランス語映画フェスティバル、ブリュッセル芸術映画フェスティバルで上映された。
2018年12月、フランスのテレビ局CNewsの番組に出演し、「イスラム教は批判に従うべきであり、ユーモアに従うべきであり、共和国法に従うべきである。人々に《イスラムは平和と愛の宗教である》と言いながら、このような（これに反する）イデオロギーを掲げ、その目的を達成させるわけにはいかない」と語ったことで、再び殺害の脅迫を受け、すでに襲撃事件以来4年近くにわたって警察の保護下に置かれていたが、さらに身辺警護が強化された。脅迫は殺害だけでなく強姦など「何百も受けている」という。

## 著書
- Zineb El Rhazoui, « Ahmed le businessman » (ビジネスマン・ムハンマド), Nouvelles du Maroc (モロッコからの便り) (Editions Magellan & Cie, 2011) 所収[29]。
- Zineb et Charb, La Vie de Mahomet (ムハンマドの生涯), Les Échappés, 2013.
- Zineb et Marie Pinsard, 13 : Zineb raconte l'enfer du 13 novembre avec 13 témoins au cœur des attaques (13 ― ジネブ、テロ事件の渦中にいた13人の証人とともに11月13日の地獄を語る), Ring, 2016.
- Zineb, Détruire le fascisme islamique (イスラムファシズムを打倒する), Ring, 2016

## 参考資料
- PORTRAIT Zineb El Rhazoui, Charlie à dos (『リベラシオン』紙)
- SANS COUPE : échange avec Zineb el Rhazoui - peut-on critiquer l'islam ? (インタビュー)
- Vox Maroc - A propos (公式ブログの自己紹介)